# Пуделькет
Пуделькет (англ. Puddle-cat, PDC)  — порода кішок, що виведена штучно.

## Історія
Названа так за те, що зовні нагадує пуделя: має висячі досить великі вуха й густу завиту шерсть. Існують кішки страйт (з нормальними вухами). Порода маловідома. Попередній стандарт прийнятий поки що тільки FIFE.

## Розмноження
При розведенні необхідно враховувати, що спаровувати капловухих кішок можна тільки з кішками, що мають нормальні вуха. Допускається схрещування з девон рексами. При схрещуванні двох капловухих кішок можуть з'явитися кошенята з аномаліями в кістяку.

## Зовнішній вигляд
Кішки породи пуделькет — це елегантні тварини середніх розмірів. Тіло пропорційне. Кістяк не занадто витончений. Кінцівки середні. Лапи круглі. Хвіст середньої довжини, рівномірно вкритий щільною хвилястою шерстю.
Голова середньої величини, має форму округлого серця. Лінія профілю м'яка, опукла. Чоло широке. Ніс недовгий. Підборіддя округле, сильне. Вуха великі, широко й високо поставлені, якомога більше опущені, вільно висячі, із твердою складкою (як у пуделів або тер'єрів, але не як у скотіш фолдів). Очі великі, виразні, широко відкриті, блискучі. Колір будь-який. Перевага надається оранжево-мідному.
Шерсть блискуча, густа, шовковиста, із завитками, як каракуль (структура шерсті як у рексів).

### Забарвлення
Допускаються всілякі колірні варіації забарвлення.